# Kiskunlacháza
Kiskunlacháza est une commune du comitat de Pest en Hongrie.

## Histoire
Depuis la fin de l'occupation ottomane (XVIIe siècle) jusqu'en 1918, la ville (nommée LACZHÁZA) fait partie de la monarchie autrichienne (empire d'Autriche), dans la province de Hongrie en 1850 ; après le compromis de 1867, évidemment dans la Transleithanie, au Royaume de Hongrie.

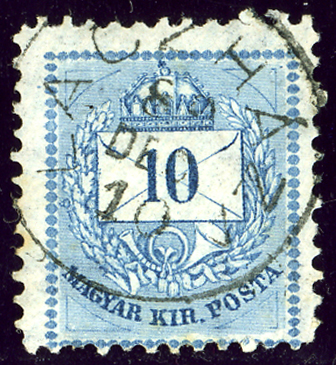
LACZHÁZA au Royaume de Hongrie en 1888

## Personnalités liées à la ville
- Blanka Vas, cycliste professionnelle, née en 2001, est originaire de Kiskunlacháza[2].